# Město ztracených dětí
Město ztracených dětí (v originále La Cité des enfants perdus) je hraný film z roku 1995 natočený v koprodukci Francie, Německa, Španělska, Belgie a Spojených států amerických, který režírovali Marc Caro a Jean-Pierre Jeunet. Snímek měl světovou premiéru na filmovém festivalu v Cannes v květnu 1995.

## Děj
V blíže neurčení době na pobřeží u přístavního města žije samotářský vědec Krank na plošině chráněné polem námořních min. Je to starý muž, génius zrozený z genetických experimentů trpící narkolepsií.
Krank je v depresi, protože mu genetická vada brání snít a toto utrpení způsobuje předčasné stárnutí. 6ádá proto zločineckou organizaci zvanou Kyklopové, aby pro něj unášela děti ve městě, aby jim mohl krást jejich sny.
V temné, špinavé přístavní čtvrti žijí siamská dvojčata, která využívají sirotky ke krádežím. Mezi jejich chráněnce patří Miette. Ta se při jedné ze svých krádeží seznámí s One, drsným pouťovým umělcem, jehož mladšího bratra unesl kyklop. One a Miette se spřátelí a spojí své síly, aby se ho pokusili zachránit. Jejich pátrání je zavede na plošinu, kde se budou muset postavit Krankovi.

## Obsazení
| Ron Perlman            | One                          |
| Daniel Emilfork        | Krank                        |
| Judith Vittet          | Miette                       |
| Dominique Pinon        | klon                         |
| Jean-Claude Dreyfus    | Marcello                     |
| Geneviève Brunet       | Zette                        |
| Odile Mallet           | Line                         |
| Mireille Mossé         | slečna Bismuth               |
| Jacques Narcy          | Pelade                       |
| Jean-Louis Trintignant | Irvin (hlas)                 |
| Ticky Holgado          | starý kejklíř                |
| François Hadji-Lazaro  | kyklop                       |
| Serge Merlin           | Gabriel Marie, vůdce kyklopů |
| Mapi Galán             | Lune                         |
| Dominique Bettenfeld   | Bogdan                       |
| Thierry Gibault        | Brutus                       |
| Marc Caro              | Ange-Joseph                  |
| Frankie Pain           | Barmaid                      |
| Christophe Salengro    | voják                        |
| Dominique Chevalier    | strážný                      |
| Cris Huerta            | otec                         |
| Lorella Cravotta       | jeho žena                    |
| Jean-Philippe Labadie  | klon                         |
| Cyril Aubin            | klon                         |
| Raphaèle Bouchard      | Miette                       |
| Babeth Étienne         | Miette, ve 37 letech         |
| Nane Germon            | Miette, ve 82 letech         |
| Mathieu Kassovitz      | divák                        |

## Ocenění
- César: nejlepší výprava (Jean Rabasse); nominace v kategoriích nejlepší filmová hudba (Angelo Badalamenti), nejlepší kamera (Darius Khondji), nejlepší kostýmy (Jean-Paul Gaultier)
- Motion Picture Sound Editors: nejlepší střih zvuku v cizojazyčném filmu (Vincent Arnardi, Pierre Excoffier a Laurent Kossayan)
- Prix 20/20: Felix za nejlepší cizojazyčný film, Felix za nejlepší kameru (Darius Khondji), Felix za nejlepší kostýmy (Jean-Paul Gaultier); nominace v kategoriích nejlepší vizuální efekty, nejlepší režie (Marc Caro a Jean-Pierre Jeunet)
- Akademie sci-fi, fantasy a hororových filmů - Saturn Award: nominace v kategoriích nejlepší horor, nejlepší mladá herečka (Judith Vittet), nejlepší kostýmy (Jean-Paul Gaultier)
- Chicago Film Critics Association: nominace na nejlepší cizojazyčný film
- Independent Spirit Awards: nominace na nejlepší zahraniční film (Marc Caro a Jean-Pierre Jeunet)
- Goyova cena: nominace na nejlepší speciální efekty (Yves Domenjoud, Jean-Baptiste Bonetto, Olivier Gleyze a Jean-Christophe Spadaccini)